# ینیشاربادملی
ینیشاربادملی (به ترکی استانبولی: Yenişarbademli) یک منطقهٔ مسکونی در ترکیه است که در استان اسپارتا واقع شده‌است. ینیشاربادملی ۱٬۰۵۰ متر بالاتر از سطح دریا واقع شده‌است.